# Editor de código fuente

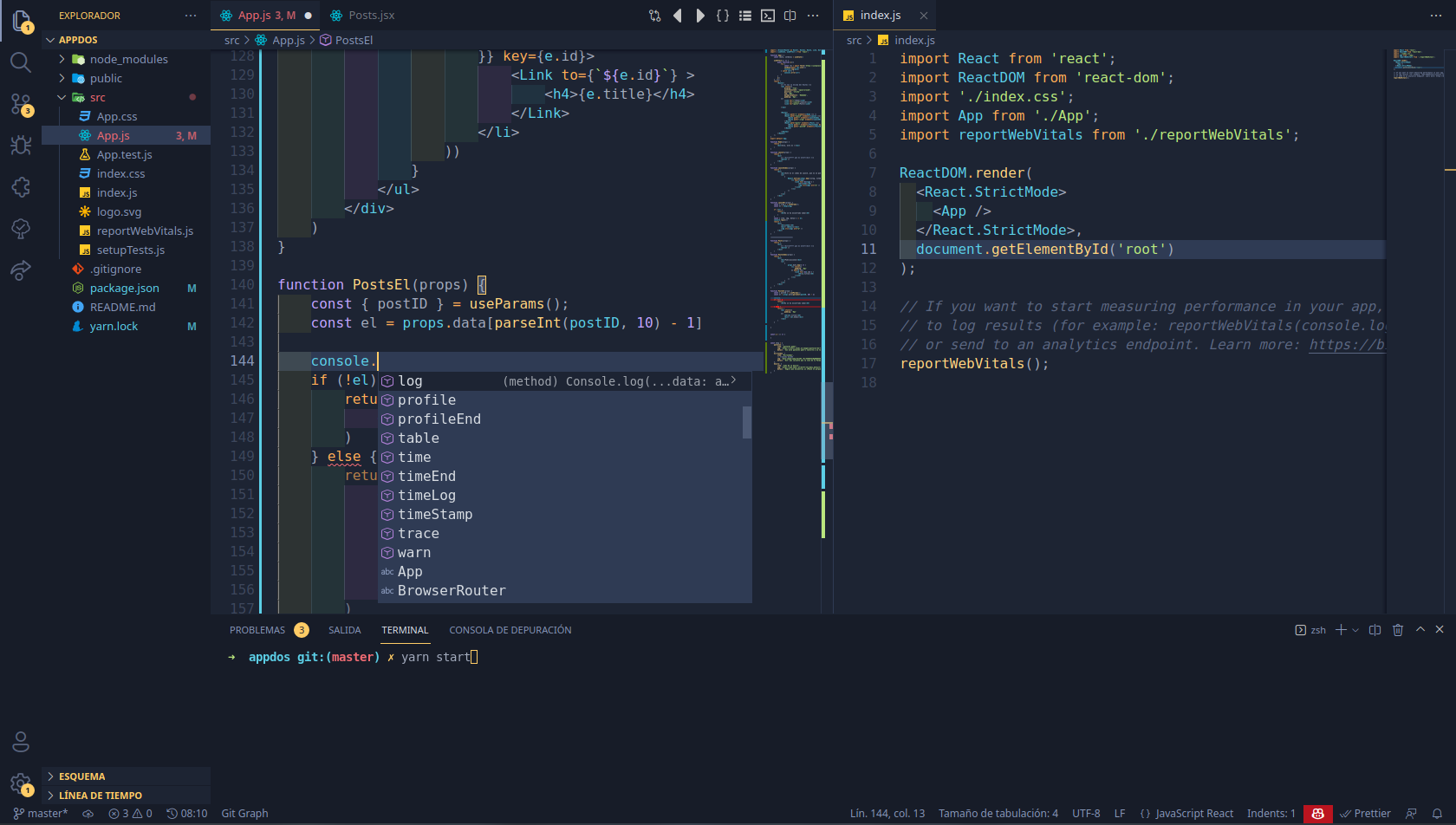
Captura de pantalla

Un editor de código fuente es un editor de texto diseñado específicamente para editar el código fuente de programas informáticos. Puede ser una aplicación individual o estar incluido en un entorno de desarrollo integrado (IDE).
Los editores de código fuente tienen características diseñadas exclusivamente para simplificar y acelerar la escritura de código fuente, como resaltado de sintaxis o el autocompletado. Estos editores también proveen un modo conveniente de ejecutar un compilador, un intérprete, un depurador, o cualquier otro programa que sea relevante en el proceso de desarrollo de software. Por lo que, si bien muchos editores de texto pueden ser usados para editar código fuente sin problemas, si no mejoran, automatizan y facilitan la edición del código, no ameritan ser llamados "editores de código fuente", y son únicamente editores de texto que pueden ser usados para editar código fuente.
Algunos editores de código fuente verifican la sintaxis a medida que el programador escribe, alertando inmediatamente sobre los problemas de sintaxis que puedan surgir. Otros editores de código fuente comprimen el código, convirtiendo las palabras clave en tokens de un solo byte, eliminando espacios en blanco innecesarios y convirtiendo los números a una forma binaria. Estos editores tokenizadores descomprimen el código fuente al momento de visualizarlo, imprimiéndolo con los espacios y mayúsculas adecuadas. Existen editores que realizan ambas tareas.

## Editores de código fuente conocidos
- Adobe Dreamweaver (Windows, Mac OS X)
- BBEdit (Mac OS X)
- Code Crusader IDE (Mac OS X, Linux)
- Crimson Editor (Windows)
- Eclipse
- Emacs (multiplataforma, incluyendo Unix, Linux, Mac OS X, Windows)
- EmEditor (Windows)
- Geany (Unix, Linux, Mac OS X, Windows)
- IntelliJ IDEA editor integrado (Windows, Linux, Mac OS X)
- ISPF/PDF Edit (IBM MVS Mainframe, TRSDOS, DOS, Unix, AIX, Linux, OS/2, and Windows)
- jEdit (Windows, Linux, Mac OS X)
- Kate/KDevelop (KDE)
- ActiveState Komodo Edit
- Editor integrado de Lazarus (Windows, Linux, Mac OS X)
- Editor integrado de Microsoft Visual Studio (Windows)
- Visual Studio Code (Windows), (Linux), (Mac OS X)
- NEdit (Linux, Unix, Mac OS X)
- Notepad++ (Windows)
- Programmer's Notepad (Windows)
- PSPad (Windows)
- SciTE  (Windows, Linux)
- SlickEdit (Windows, Linux, Mac OS X)
- Source Insight (Windows)
- SubEthaEdit (Mac OS X)
- TextMate (Mac OS X)
- UltraEdit (Windows)
- UNA (Windows, Linux, Mac OS X)
- vi/Vim (multiplataforma, incluyendo Unix, Linux, Mac OS X, Windows)
- Neovim (multiplataforma, incluyendo Unix, Linux, Mac OS X, Windows)
- Sublime Text
- Atom
- PhpStorm
- Brackets
- Coda